# Alopecosa subvalida
Alopecosa subvalida är en spindelart som beskrevs av Guy 1966. Alopecosa subvalida ingår i släktet Alopecosa och familjen vargspindlar.
Artens utbredningsområde är Marocko. Inga underarter finns listade i Catalogue of Life.